# Robert Reed
Robert Reed, pseudonimo di John Robert Rietz Jr. (Highland Park, 19 ottobre 1932 – Pasadena, 12 maggio 1992), è stato un attore statunitense di teatro e televisione.

## Biografia
Nato a Highland Park (Illinois), Reed trascorse la propria giovinezza in Oklahoma e studiò Shakespeare al college. Divenne popolare agli inizi degli anni '60 per la partecipazione alla serie televisiva La parola alla difesa (1961-1965), al fianco di E.G. Marshall, e in seguito alla sitcom La famiglia Brady (1969-1974).

## Carriera
Dopo aver ottenuto il ruolo di Mike Brady, tuttavia Reed aspirava a lavori più impegnativi, nei quali mettere a frutto i suoi studi su Shakespeare. A dispetto del suo malumore nei confronti di questi show, piaceva a molti colleghi ed era adorato come un padre da il cast di La famiglia Brady.
Come conseguenza delle sue mancate aspettative, Reed litigava costantemente con il creatore dello show, Sherwood Schwartz, e fu felice quando terminò la serie, ma ritornò comunque in The Brady Bunch Hour e in film televisivi che riunivano il cast de La famiglia Brady. Nello stesso periodo interpretò il ruolo di Adam Tobias nella serie poliziesca Mannix (1967-1975).
Dopo la fine de La famiglia Brady, nel 1974, Reed recitò in show televisivi, in serie come Medical Center (1975) e in film per il piccolo schermo, come Pray for the Wildcats  (1974). Apparve inoltre nel film The Boy in the Plastic Bubble (1976), nelle miniserie Il ricco e il povero (1976) e Radici (1977), e nelle serie Wonder Woman (1976), Hawaii Squadra Cinque Zero (1979), Charlie's Angels (1980), Vega$ (1981) e La signora in giallo (1985-1990). 
Interpretò regolarmente il Dr. Adam Rose nel medical drama Mary Benjamin nella stagione 1981-1982. Nel 1986 interpretò Lloyd Kendall nella soap opera Aspettando il domani.
Come molti attori omosessuali di oggi e di allora, Reed non si esponeva riguardo alla sua sessualità: fu sposato per poco tempo con Marilyn Rosenberg (1957-1959), dalla quale ebbe una figlia, Caroline Reed, nata nel 1958. Caroline ebbe un piccolo ruolo nella serie La famiglia Brady, nell'episodio intitolato The Slumber Caper. 
Robert Reed morì a Pasadena nel 1992, all'età di 59 anni, per un cancro causato dalla presenza del virus dell'HIV. Fu sepolto a Skokie, Illinois.

## Filmografia parziale

### Cinema
- Bloodlust!, regia di Ralph Brooke (1961)
- E venne la notte (Hurry Sundown), regia di Otto Preminger (1967)
- Un giorno... di prima mattina (Star!), regia di Robert Wise (1968)
- Bersaglio speciale (Prime Target), regia di David Heavener (1991)

### Televisione
- Men Into Space – serie TV, episodio 1x17 (1960)
- La parola alla difesa (The Defenders) – serie TV (1961-1965)
- Tre nipoti e un maggiordomo (Family Affair) – serie TV, episodio 1x14 (1966)
- Hondo – serie TV, episodio 1x04 (1967)
- La famiglia Brady (The Brady Bunch) – serie TV (1969-1974)
- Medical Center – serie TV (1975)
- Le strade di San Francisco (The Streets of San Francisco) – serie TV, episodio 4x16 (1976)
- Il ricco e il povero (Rich Man, Poor Man) – miniserie TV (1976)
- The Brady Bunch Hour – serie TV (1976-1977)
- Radici (Roots) – miniserie TV (1977)
- Charlie's Angels – serie TV (1980)
- Mary Benjamin (Nurse) – serie TV (1981-1982)
- La signora in giallo (Murder, She Wrote) – serie TV, episodi 1x17-7x03 (1985-1990)
- Due come noi (Jake and the Fatman) – serie TV (1987-1992)
- Hunter – serie TV, 1 episodio (1987)

## Doppiatori italiani
- Cesare Barbetti in Un giorno... di prima mattina
- Gino La Monica in La famiglia Brady
- Luciano Melani in Radici